# Florence Knapp
Florence Knapp (10 de Outubro de 1873 — 11 de Janeiro de 1988) foi uma supercentenária americana, Decana da Humanidade de 27 de dezembro de 1987 até a data de seu falecimento, aos 114 anos e 93 dias. Sucedeu-lhe no título Carrie C. White, de 113 anos de idade.